# جون ماكبرايد (نقابي)
جون ماكبرايد (بالإنجليزية: John McBride)‏ هو نقابي أمريكي، ولد في 1854 في مقاطعة وين في الولايات المتحدة، وتوفي في 9 أكتوبر 1917 في غلوب في الولايات المتحدة.